# Daniel Anthony
Daniel Jevoughn Anthony – brytyjski aktor telewizyjny i radiowy. Występował w roli Danny’ego w Gdy zadzwoni dzwonek oraz w roli Clyde’a Langera w serialu Przygody Sary Jane. Pojawił się też w kilku musicalach na West Endzie.

## Filmografia
- El Chupacabra (2003) jako 	Truck Driver
- Shockumentary (2005) jako Brian
- Doktorzy (2006) jako Lex Keavey
- Gdy zadzwoni dzwonek (2007) jako Danny
- A Touch of Frost (2008) jako Lewis
- Przygody Sary Jane (2007–2011) jako Clyde Langer
- Demons (2009) jako Ashley